# Coscinia wisniewskii
Coscinia wisniewskii är en fjärilsart som beskrevs av Janusz Wojtusiak och Niesiolowski 1946. Coscinia wisniewskii ingår i släktet Coscinia och familjen björnspinnare. Inga underarter finns listade i Catalogue of Life.